# Henan Airlines
Henan Airlines hay Hãng hàng không Hà Nam (chữ Hán: 河南航空, Hà Nam Hang không), trước đây có tên Kunpeng Airlines (鲲鹏航空有限公司, Côn Bằng Hàng không Hữu hạn Công ty), là một hãng hàng không nội địa đóng tại miền bắc Trung Quốc. Kunpeng đầu tiên là một liên doanh của hai hãng hàng không Shenzhen Airlines của Trung Quốc và Mesa Air Group của Mỹ và cũng là hãng hàng không nội địa có chủ nội-ngoại lớn nhất ở Trung Quốc. Năm 2009, Mesa Air Group và Shenzhen chấm dứt liên doanh và Shenzhen tuyên bố rằng hãng hàng không này sẽ được đổi tên thành Henan Airlines.